# 阿圖爾·德·赫里夫 (網球運動員)
阿圖爾·德·赫里夫（Arthur De Greef，1992年3月27日—）出生于布鲁塞尔，是一位比利時職業網球男運動員，右撇子。他于2017年法国网球公开赛上完成了个人的四大满贯赛单打赛事正赛首秀。

## 外部連結
- 阿圖爾·德·赫里夫（英文/西班牙文）的官方資料
- 阿圖爾·德·赫里夫 (網球運動員)的國際網球總會 職業／青少年 官方資料（英文）